# Інгвар Високий
Інгвар Високий (Yngvar Harra; ? — близько 620) — конунг Світьода у 615—620 роках. Важливим джерелом з його життя є «Сага про Інглінгів».

## Життєпис
Походив з династії Інглінгів. Син конунга Йостена. Про місце та дату народження нічого невідомо. Став панувати у Світьойді (східний Свеаланд) зі столицею у Старій Уппсалі після повалення Сьйольве близько 615 року. Інгвар відновив владу Інглінгів у Світьоді.
Спочатку він з'ясував стосунки з данами, які постійно нападали на землі Інглінгів. Уклавши мир з датчанами, він став здійснювати походи до Східної Балтики, насамперед до області естів. Під час одного з походів ести зібрали величезне військо й напали на свеїв у місці Стейні. Чисельна перевага естів була така велика, що свеї були змушені відступити, а конунга Інгвара було вбито. Його поховали в кургані на естонському узбережжі в Адальсюслі (неподалік від Балтійського моря). Відповідно до «Історії Норвегії», це місце розташовано на острові Сааремаа (свеї називали його Ейсисла).
Влада у Світьойді перейшла до сина загиблого Анунда.

## Родина
- Анунд, конунг у 620—640 роках.
- Сігвард, конунг Гардарикі
- Улоф